# Temporada da NFL de 1983
A Temporada de 1983 da NFL foi a 64ª temporada regular da National Football League. A temporada terminou no Super Bowl XVIII quando o Los Angeles Raiders derrotou o Washington Redskins.

## Corrida pela divisão
A partir de 1978, dez times se classificariam para os playoffs: os vencedores de cada divisão e dois times do wild-card (repescagem), sendo um de cada conferência. Os dois times do wild card se enfrentariam e depois jogariam com o time de melhor campanha. O fator de desempate seria os confrontos diretos, seguido por campanha dentro da divisão, confronto contra oponentes em comum e jogos dentro da conferência.

### National Football Conference
| Semana | East              |      | Central          |     | West        |      | WildCard          |      | WildCard       |     |
| ------ | ----------------- | ---- | ---------------- | --- | ----------- | ---- | ----------------- | ---- | -------------- | --- |
| 1      | Cowboys, Eagles   | 1-0  | 3 times          | 1-0 | 3 times     | 1-0  |                   |      |                |     |
| 2      | Cowboys           | 2-0  | 4 times          | 1-1 | Rams        | 2-0  |                   |      |                |     |
| 3      | Cowboys           | 3-0  | Vikings, Packers | 2-1 | 4 times     | 2-1  |                   |      |                |     |
| 4      | Cowboys           | 4-0  | Vikings          | 3-1 | 49ers       | 3-1  | Redskins          | 3-1  | 6 times        | 2-2 |
| 5      | Cowboys           | 5-0  | Vikings, Packers | 3-2 | 49ers       | 4-1  | Redskins          | 4-1  | 5 times        | 3-2 |
| 6      | Cowboys           | 6-0  | Vikings          | 4-2 | 3 times     | 4-2  | Redskins          | 5-1  | 4 times        | 4-2 |
| 7      | Cowboys           | 7-0  | Vikings          | 5-2 | 49ers, Rams | 5-2  | 3 times           | 5-2  | 3 times        | 4-3 |
| 8      | Cowboys           | 7-1  | Vikings          | 6-2 | 49ers       | 6-2  | Redskins          | 6-2  | Saints, Rams   | 5-3 |
| 9      | Cowboys           | 8-1  | Vikings          | 6-3 | 49ers       | 6-3  | Redskins          | 7-2  | Saints, Rams   | 5-4 |
| 10     | Cowboys           | 9-1  | Vikings          | 6-4 | 3 times     | 6-4  | Redskins          | 8-2  | 3 times        | 6-4 |
| 11     | Cowboys, Redskins | 9-2  | Vikings, Packers | 6-5 | 49ers, Rams | 7-4  | Cowboys, Redskins | 9-2  | 49ers, Rams    | 7-4 |
| 12     | Cowboys, Redskins | 10-2 | Vikings          | 7-5 | 49ers, Rams | 7-5  | Cowboys, Redskins | 10-2 | 49ers, Rams    | 7-5 |
| 13     | Cowboys, Redskins | 11-2 | Vikings, Lions   | 7-6 | Rams        | 8-5  | Cowboys, Redskins | 11-2 | Lions, Vikings | 7-6 |
| 14     | Cowboys, Redskins | 12-2 | Lions            | 8-6 | 49ers, Rams | 8-6  | Cowboys, Redskins | 12-2 | 49ers, Rams    | 8-6 |
| 15     | Redskins          | 13-2 | Lions, Packers   | 8-7 | 49ers       | 9-6  | Cowboys           | 12-3 | 4 times        | 8-7 |
| 16     | Redskins          | 14-2 | Lions            | 9-7 | 49ers       | 10-6 | Cowboys           | 12-4 | Rams           | 9-7 |

### American Football Conference
| Semana | East            |      | Central          |      | West             |      | WildCard        |     | WildCard          |     |
| ------ | --------------- | ---- | ---------------- | ---- | ---------------- | ---- | --------------- | --- | ----------------- | --- |
| 1      | 3 times         | 1-0  | 4 times          | 0-1  | 3 times          | 1-0  |                 |     |                   |     |
| 2      | Dolphins        | 2-0  | Steelers, Browns | 1-1  | Raiders, Broncos | 2-0  |                 |     |                   |     |
| 3      | Dolphins, Bills | 2-1  | Steelers, Browns | 2-1  | Raiders          | 3-0  | 6 times         | 2-1 |                   |     |
| 4      | Dolphins, Bills | 3-1  | Browns           | 3-1  | Raiders          | 4-0  | 3 times         | 3-1 | 6 times           | 2-2 |
| 5      | 4 times         | 3-2  | Steelers, Browns | 3-2  | Raiders          | 4-1  | 7 times         | 3-2 | 4 times           | 2-3 |
| 6      | Bills, Colts    | 4-2  | Steelers, Browns | 4-2  | Raiders          | 5-1  | 4 times         | 4-2 | 5 times           | 3-3 |
| 7      | Bills           | 5-2  | Steelers         | 5-2  | Raiders          | 5-2  | Dolphins, Colts | 4-3 | Browns, Seahawks  | 4-3 |
| 8      | Dolphins, Bills | 5-3  | Steelers         | 6-2  | Raiders          | 6-2  | Dolphins, Bills | 5-3 | Broncos           | 5-3 |
| 9      | Dolphins, Bills | 6-3  | Steelers         | 7-2  | Raiders, Broncos | 6-3  | Dolphins, Bills | 6-3 | Raiders, Broncos  | 6-3 |
| 10     | Dolphins        | 7-3  | Steelers         | 8-2  | Raiders          | 7-3  | Bills, Colts    | 6-4 | Seahawks, Broncos | 6-4 |
| 11     | Dolphins, Bills | 7-4  | Steelers         | 9-2  | Raiders          | 8-3  | Dolphins, Bills | 7-4 | 5 times           | 6-5 |
| 12     | Dolphins        | 8-4  | Steelers         | 9-3  | Raiders          | 9-3  | 3 times         | 7-5 | 3 times           | 6-5 |
| 13     | Dolphins        | 9-4  | Steelers         | 9-4  | Raiders          | 10-3 | Browns          | 8-5 | 3 times           | 7-6 |
| 14     | Dolphins        | 10-4 | Steelers         | 9-5  | Raiders          | 11-3 | 3 times         | 8-6 | 4 times           | 7-7 |
| 15     | Dolphins        | 11-4 | Steelers         | 10-5 | Raiders          | 11-4 | Broncos         | 9-6 | 4 times           | 8-7 |
| 16     | Dolphins        | 12-4 | Steelers         | 10-6 | Raiders          | 12-4 | Seahawks        | 9-7 | Broncos           | 9-7 |

## Classificação
V = Vitórias, D = Derrotas, E = Empates, PCT = porcentagem de vitórias, PF= Pontos feitos, PS = Pontos sofridos
 x  - marca os times classificados pelo wild card (repescagem),  y  - marca os times que levaram o titulo de suas divisões
| AFC East              |    |    |   |      |     |     |
| Time                  | V  | D  | E | PCT  | PF  | PS  |
| y-Miami Dolphins      | 12 | 4  | 0 | .750 | 389 | 250 |
| New England Patriots  | 8  | 8  | 0 | .500 | 274 | 289 |
| Buffalo Bills         | 8  | 8  | 0 | .500 | 283 | 351 |
| Baltimore Colts       | 7  | 9  | 0 | .438 | 264 | 354 |
| New York Jets         | 7  | 9  | 0 | .438 | 313 | 331 |
| AFC Central           |    |    |   |      |     |     |
| Time                  | V  | D  | E | PCT  | PF  | PS  |
| y-Pittsburgh Steelers | 10 | 6  | 0 | .625 | 355 | 303 |
| Cleveland Browns      | 9  | 7  | 0 | .563 | 356 | 342 |
| Cincinnati Bengals    | 7  | 9  | 0 | .438 | 346 | 302 |
| Houston Oilers        | 2  | 14 | 0 | .125 | 288 | 460 |
| AFC West              |    |    |   |      |     |     |
| Time                  | V  | D  | E | PCT  | PF  | PS  |
| y-Los Angeles Raiders | 12 | 4  | 0 | .750 | 442 | 338 |
| x-Seattle Seahawks    | 9  | 7  | 0 | .563 | 403 | 397 |
| x-Denver Broncos      | 9  | 7  | 0 | .563 | 302 | 327 |
| San Diego Chargers    | 6  | 10 | 0 | .375 | 358 | 462 |
| Kansas City Chiefs    | 6  | 10 | 0 | .375 | 386 | 367 |

| NFC East              |    |    |   |      |     |     |
| Time                  | V  | D  | E | PCT  | PF  | PS  |
| y-Washington Redskins | 14 | 2  | 0 | .875 | 541 | 332 |
| x-Dallas Cowboys      | 12 | 4  | 0 | .750 | 479 | 360 |
| St. Louis Cardinals   | 8  | 7  | 1 | .531 | 374 | 428 |
| Philadelphia Eagles   | 5  | 11 | 0 | .313 | 233 | 322 |
| New York Giants       | 3  | 12 | 1 | .219 | 267 | 347 |
| NFC Central           |    |    |   |      |     |     |
| Time                  | V  | D  | E | PCT  | PF  | PS  |
| y-Detroit Lions       | 9  | 7  | 0 | .563 | 347 | 286 |
| Green Bay Packers     | 8  | 8  | 0 | .500 | 429 | 439 |
| Chicago Bears         | 8  | 8  | 0 | .500 | 311 | 301 |
| Minnesota Vikings     | 8  | 8  | 0 | .500 | 316 | 348 |
| Tampa Bay Buccaneers  | 2  | 14 | 0 | .125 | 241 | 380 |
| NFC West              |    |    |   |      |     |     |
| Time                  | V  | D  | E | PCT  | PF  | PS  |
| y-San Francisco 49ers | 10 | 6  | 0 | .625 | 432 | 293 |
| x-Los Angeles Rams    | 9  | 7  | 0 | .563 | 361 | 344 |
| New Orleans Saints    | 8  | 8  | 0 | .500 | 319 | 337 |
| Atlanta Falcons       | 7  | 9  | 0 | .438 | 370 | 389 |

### Desempate
- Los Angeles Raiders terminou em primeiro na AFC à frente de Miami baseado no confronto direto (1-0).
- Seattle foi o primeiro time no AFC Wild Card à frente de Denver baseado em uma melhor campanha dentro da divisão (5-3 contra 3-5 do Broncos) depois que Cleveland foi eliminado também no confronto direto (2-1 de Seattle e Denver contra 0-2 do Browns).
- New England terminou à frente de Buffalo na AFC East baseado no confronto direto (2-0).
- Baltimore terminou à frente de N.Y. Jets na AFC East baseado em uma melhor campanha dentro da conferência (5-9 contra 4-8 do Jets).
- San Diego terminou à frente do Kansas City na AFC West baseado no confronto direto (2-0).
- Minnesota terminou em quarto lugar na NFC Central depois de ser eliminado no desempate baseadona campanha dentro da conferência (7-7 de Chicago e 6-6 do Green Bay contra 4-8 do Vikings).
- Green Bay terminou à frente de Chicago na NFC Central baseado num melhor retrospecto contra adversários em comum (5-5 contra 4-6 do Bears).

## Playoffs
| *Nota: Dois times de mesma divisão não podiam disputar jogos do divisional playoffs. |                                    |                                |                                |                                       |                |                                       |                                       |                                       |              |                               |                  |                  |  |  |  |  |  |  |
|                                                                                      |                                    |                                |                                |                                       |                |                                       |                                       |                                       |              |                               |                  |                  |  |  |  |  |  |  |
|                                                                                      |                                    |                                |                                |                                       |                | Playoffs de Divisão                   |                                       |                                       |              |                               |                  |                  |  |  |  |  |  |  |
|                                                                                      |                                    |                                |                                |                                       |                | 31 de dezembro - Candlestick Park     |                                       |                                       |              |                               |                  |                  |  |  |  |  |  |  |
|                                                                                      | Jogo de Wild Card da NFC           | Jogo de Wild Card da NFC       | Jogo de Wild Card da NFC       | Campeão da NFC                        | Campeão da NFC | Campeão da NFC                        |                                       |                                       |              |                               |                  |                  |  |  |  |  |  |  |
|                                                                                      | Jogo de Wild Card da NFC           | Jogo de Wild Card da NFC       | Jogo de Wild Card da NFC       | Campeão da NFC                        | Campeão da NFC | Campeão da NFC                        | 3                                     | Detroit                               | 23           |                               |                  |                  |  |  |  |  |  |  |
|                                                                                      | 26 de dezembro - Texas Stadium     | 26 de dezembro - Texas Stadium | 26 de dezembro - Texas Stadium |                                       |                | 8 de janeiro - RFK Stadium            | 8 de janeiro - RFK Stadium            | 8 de janeiro - RFK Stadium            | 23           |                               |                  |                  |  |  |  |  |  |  |
|                                                                                      | 26 de dezembro - Texas Stadium     | 26 de dezembro - Texas Stadium | 26 de dezembro - Texas Stadium | 2                                     | San Francisco  | 8 de janeiro - RFK Stadium            | 8 de janeiro - RFK Stadium            | 8 de janeiro - RFK Stadium            | 24           |                               |                  |                  |  |  |  |  |  |  |
|                                                                                      | 5                                  | L.A. Rams                      | 24                             | 2                                     | San Francisco  | 2                                     | San Francisco                         | 21                                    | 24           |                               |                  |                  |  |  |  |  |  |  |
|                                                                                      | 5                                  | L.A. Rams                      | 24                             | 1 de janeiro - RFK Stadium            |                | 2                                     | San Francisco                         | 21                                    |              |                               |                  |                  |  |  |  |  |  |  |
|                                                                                      | 4                                  | Dallas                         | 17                             |                                       |                | 1                                     | Washington                            | 24                                    |              | Super Bowl XVIII              | Super Bowl XVIII | Super Bowl XVIII |  |  |  |  |  |  |
|                                                                                      | 4                                  | Dallas                         | 17                             | 5                                     | L.A. Rams      | 1                                     | Washington                            | 24                                    | 7            | Super Bowl XVIII              | Super Bowl XVIII | Super Bowl XVIII |  |  |  |  |  |  |
|                                                                                      |                                    |                                |                                | 5                                     | L.A. Rams      |                                       |                                       |                                       | 7            | 22 de janeiro - Tampa Stadium |                  |                  |  |  |  |  |  |  |
|                                                                                      | 1                                  | Washington                     | 51                             |                                       |                |                                       |                                       |                                       |              |                               |                  |                  |  |  |  |  |  |  |
|                                                                                      | 1                                  | Washington                     | 51                             | N1                                    | Washington     | 9                                     |                                       |                                       |              |                               |                  |                  |  |  |  |  |  |  |
|                                                                                      | 31 de dezembro - Miami Orange Bowl |                                |                                | N1                                    | Washington     | 9                                     |                                       |                                       |              |                               |                  |                  |  |  |  |  |  |  |
|                                                                                      | Jogo de Wild Card da AFC           | Jogo de Wild Card da AFC       | Jogo de Wild Card da AFC       | Campeão da AFC                        | Campeão da AFC | Campeão da AFC                        |                                       | A1                                    | L.A. Raiders | 38                            |                  |                  |  |  |  |  |  |  |
|                                                                                      | Jogo de Wild Card da AFC           | Jogo de Wild Card da AFC       | Jogo de Wild Card da AFC       | Campeão da AFC                        | Campeão da AFC | Campeão da AFC                        | 4                                     | A1                                    | L.A. Raiders | 38                            | Seattle          | 27               |  |  |  |  |  |  |
|                                                                                      | 24 de dezembro - The Kingdome      | 24 de dezembro - The Kingdome  | 24 de dezembro - The Kingdome  |                                       |                | 8 de janeiro - L.A. Memorial Coliseum | 8 de janeiro - L.A. Memorial Coliseum | 8 de janeiro - L.A. Memorial Coliseum |              |                               |                  | 27               |  |  |  |  |  |  |
|                                                                                      | 24 de dezembro - The Kingdome      | 24 de dezembro - The Kingdome  | 24 de dezembro - The Kingdome  | 2*                                    | Miami          | 8 de janeiro - L.A. Memorial Coliseum | 8 de janeiro - L.A. Memorial Coliseum | 8 de janeiro - L.A. Memorial Coliseum | 20           |                               |                  |                  |  |  |  |  |  |  |
|                                                                                      | 5                                  | Denver                         | 7                              | 2*                                    | Miami          | 4                                     | Seattle                               | 14                                    | 20           |                               |                  |                  |  |  |  |  |  |  |
|                                                                                      | 5                                  | Denver                         | 7                              | 1 de janeiro - L.A. Memorial Coliseum |                | 4                                     | Seattle                               | 14                                    |              |                               |                  |                  |  |  |  |  |  |  |
|                                                                                      | 4                                  | Seattle                        | 31                             |                                       |                | 1                                     | L.A. Raiders                          | 30                                    |              |                               |                  |                  |  |  |  |  |  |  |
|                                                                                      | 4                                  | Seattle                        | 31                             | 3                                     | Pittsburgh     | 1                                     | L.A. Raiders                          | 30                                    | 10           |                               |                  |                  |  |  |  |  |  |  |
|                                                                                      |                                    |                                |                                | 3                                     | Pittsburgh     |                                       |                                       |                                       |              |                               |                  |                  |  |  |  |  |  |  |
|                                                                                      | 1*                                 | L.A. Raiders                   | 38                             |                                       |                |                                       |                                       |                                       |              |                               |                  |                  |  |  |  |  |  |  |
|                                                                                      | 1*                                 | L.A. Raiders                   | 38                             |                                       |                |                                       |                                       |                                       |              |                               |                  |                  |  |  |  |  |  |  |

### AFC
- Wild-Card playoff: SEATTLE 31, Denver 7
- Divisional playoffs: Seattle 27, MIAMI 20; L.A. RAIDERS 38, Pittsburgh 10
- AFC Championship: L.A. RAIDERS 30, Seattle 14 no Los Angeles Coliseum, Los Angeles, Califórnia 8 de janeiro de 1984

### NFC
- Wild-Card playoff: L.A. Rams 24, DALLAS 17
- Divisional playoffs: SAN FRANCISCO 24, Detroit 23; WASHINGTON 51, L.A. Rams 7
- NFC Championship: WASHINGTON 24, San Francisco 21 no RFK Stadium, Washington, D.C., 8 de janeiro de 1984

### Super Bowl
- Super Bowl XVIII: L.A. Raiders (AFC) 38, Washington (NFC) 9, no Tampa Stadium, Tampa, Flórida, 22 de janeiro de 1984